# Kindergeschichte
Kindergeschichte ist eine Erzählung von Peter Handke. Sie erschien 1981 bei Suhrkamp als dritter Teil der Tetralogie Langsame Heimkehr.

## Zum Werk
Die Erzählung Kindergeschichte wurde im Frühjahr und Sommer 1980 nach Handkes Heimkehr nach Österreich in Salzburg verfasst. Sie ist eine Beschreibung des Erziehungsmodells durch den Vater. Peter Handke schildert die ersten zehn Jahre, die er alleine mit seiner ersten Tochter Amina, die aus der ersten Ehe des Autors mit Libgart Schwarz stammt, erlebt hat. Neben dieser Problematik spielt der Besuch einer Schule in einem fremden Sprachraum eine schwerwiegende Rolle. Die Erzählung Kindergeschichte soll jedoch kein Elternratgeber sein, sondern beschreibt relativ durchdringend die Auseinandersetzung des Vaters mit Eifersucht, seinen Krisen und einigen Zornausbrüchen.

## Ausgaben
- Peter Handke: Kindergeschichte. Suhrkamp Verlag, Frankfurt am Main 1981, ISBN 3-518-03016-7.
- Peter Handke: Langsame Heimkehr, Die Lehre der Sainte-Victoire, Kindergeschichte, Über die Dörfer. Verlag Volk und Welt, Berlin 1982.